# Kusmark
Kusmark är en tätort i Kågedalen och kyrkort i Kågedalens församling, cirka 20 km nordväst om Skellefteå centralort i Skellefteå kommun.

## Historia
Byn Kusmark omnämns första gången i Jordaboken år 1543, då stavat som Kvsemarc. Jordaboken var en förteckning som Gustav Vasa lät upprätta för skattläggning av Västerbotten. Tidigare utgrävning av stenåldersboplats och fynd av ett antal håleggade flintyxor bekräftar dock att byn har anor redan från stenåldern.
Under 1880-talet bodde i området 840 personer.

### Befolkningsutveckling
| Befolkningsutvecklingen i Kusmark 1960–2020 | Befolkningsutvecklingen i Kusmark 1960–2020 | Befolkningsutvecklingen i Kusmark 1960–2020 | Befolkningsutvecklingen i Kusmark 1960–2020 | Befolkningsutvecklingen i Kusmark 1960–2020 |
| ------------------------------------------- | ------------------------------------------- | ------------------------------------------- | ------------------------------------------- | ------------------------------------------- |
|                                             |                                             |                                             |                                             |                                             |
| År                                          |                                             |                                             | Folkmängd                                   | Areal (ha)                                  |
| 1960                                        | 1960                                        |                                             | 468                                         |                                             |
| 1965                                        | 1965                                        |                                             | 448                                         |                                             |
| 1970                                        | 1970                                        |                                             | 496                                         |                                             |
| 1975                                        | 1975                                        |                                             | 491                                         |                                             |
| 1980                                        | 1980                                        |                                             | 518                                         |                                             |
| 1990                                        | 1990                                        |                                             | 530                                         | 108                                         |
| 1995                                        | 1995                                        |                                             | 544                                         | 114                                         |
| 2000                                        | 2000                                        |                                             | 500                                         | 114                                         |
| 2005                                        | 2005                                        |                                             | 437                                         | 114                                         |
| 2010                                        | 2010                                        |                                             | 441                                         | 115                                         |
| 2015                                        | 2015                                        |                                             | 448                                         | 121                                         |
| 2020                                        | 2020                                        |                                             | 470                                         | 124                                         |
|                                             |                                             |                                             |                                             |                                             |

## Samhället
I Kusmark finns bland annat fotbollsplan, hockeyrink, badplats och ett Folkets Hus. Kusmark och Kågeälven är även ett populärt tillhåll för sportfiskare.
Skolan med anor från 1930-talet, som är belägen intill Kågeälven, totalrenoverades och byggdes ut 1992. Skolan inrymmer klasserna 1-3 och fritids. Där finns även förskoleavdelningarna Humlan och Biet.
Kågedalens kyrka ligger mitt i byn omgiven av en park. Kyrkan uppfördes av tegel och invigdes 12 juni 1932 av biskop Olof Bergqvist. På kyrktornet sitter en mycket stor kyrktupp som 2007 utsågs till "Årets kyrktupp" av Svenska kyrktuppsfrämjandet. Den är 2,27 meter hög, väger 80 kg och är täckt med bladguld.
I övre delen av byn ligger Rijfska gården. Stenhuset uppfördes på 1790-talet är det enda bevarade stenhuset på Västerbottens landsbygd.

## Näringsliv
Kusmark är en jordbruksbygd med många potatisodlare. På orten finns även många småföretag med bland annat tillverkning av specialmaskiner, industrigummi samt gräv- och schaktföretag.

## Personer från orten
Från Kusmark kommer författaren Åke Lundgren som i boken "Kusmark - djurdolkens by" (1993) skildrar byn och dess historia.
Även ishockeyspelarna Viktor Arvidsson och Pär Lindholm kommer från orten.